# Ковешников, Владимир Георгиевич
Владимир Георгиевич Ковешников (род. 7 ноября 1935, Борисоглебск, Воронежская область, РСФСР, СССР) — советский и украинский медик. Ректор Луганского государственного медицинского университета с 1984 по 2003 год.

## Биография
Родился 7 ноября 1931 года в городе Борисоглебск. В 1961 году окончил Саратовский медицинский институт. С 1962 года по 1984 год работал в Тернопольском медицинском институте, где дослужился до поста проректора по медицинской работе. Научный руководитель диссертации — Бунак, Виктор Валерианович. С 1984 года по 2003 год работал в Луганском медицинском институте. Лауреат Государственной премии Украины. Возглавлял кафедру анатомии человека в Луганском государственном медицинском институте. Умер 17 мая 2015 года в городе Рубежное Луганской области Украины..

## Награды
- Государственная премия Украины
- Почётный гражданин Луганска
- академик Международной академии интегративной антропологии
- академик Академии наук Высшей школы Украины
- академиком Польской академии медицины
- академиком Всемирной академии медицины А. Швейцара.

## Память
Луганским государственным медицинским университетом им Св Луки издается Морфологический альманах имени В. Г. Ковешникова

## Сочинения
- А. И. Борисевич, В. Г. Ковешников, О. Ю. Роменский. «Словарь терминов и понятий по анатомии человека» (1980 г.),
- «Медицинская антропология» (1992 г.),
- «Скелетные ткани» (2000 г.)